# Liste der Baudenkmäler in Unterpleichfeld
Auf dieser Seite sind die Baudenkmäler in der unterfränkischen Gemeinde Unterpleichfeld zusammengestellt. Diese Tabelle ist eine Teilliste der Liste der Baudenkmäler in Bayern. Grundlage ist die Bayerische Denkmalliste, die auf Basis des Bayerischen Denkmalschutzgesetzes vom 1. Oktober 1973 erstmals erstellt wurde und seither durch das Bayerische Landesamt für Denkmalpflege geführt wird. Die folgenden Angaben ersetzen nicht die rechtsverbindliche Auskunft der Denkmalschutzbehörde.

## Baudenkmäler nach Gemeindeteilen

### Unterpleichfeld
| Lage                                                                                            | Objekt                                              | Beschreibung | Akten-Nr.     | Bild             |
| ----------------------------------------------------------------------------------------------- | --------------------------------------------------- | --- | ------------- | ---------------- |
| Weg nach Kürnach ()                                                                             | Bildstock                                           | mit Kreuzigung, 1. Hälfte 17. Jahrhundert; nicht nachqualifiziert, im Bayerischen Denkmal-Atlas nicht kartiert | D-6-79-201-21 |                  |
| Lange Läng                                                                                      | Bildstock                                           | mit Marienkrönung und Pietà, bezeichnet 1845; nicht nachqualifiziert, im Bayerischen Denkmal-Atlas nicht kartiert | D-6-79-201-20 | BW               |
| Burggrumbacher Hölzchen                                                                         | Bildstock                                           | mit Monstranz, bezeichnet 1875; nicht nachqualifiziert, im Bayerischen Denkmal-Atlas nicht kartiert | D-6-79-201-17 | BW               |
| Burggrumbacher Straße 7, in Mauernische eingelassen (Standort)                                  | Relief der Vierzehn Nothelfer und der Marienkrönung | rundbogig, Sandstein, 18. Jh. | D-6-79-201-68 | BW               |
| Burggrumbacher Straße 8 (Standort)                                                              | Pietà                                               | kleines Vesperbild in moderner Nische, Sandstein, 17. Jahrhundert | D-6-79-201-1  | weitere Bilder   |
| Futtergasse 4, 4 a (Standort)                                                                   | Scheune                                             | massiver Bruchsteinmauerwerksbau mit Satteldach, bezeichnet 1629 | D-6-79-201-2  | weitere Bilder   |
| Geisberg (an der Nordseite der Straße von Kürnach nach Prosselsheim) (Standort)                 | Prozessionsaltar                                    | Nischenaufsatz mit Kreuzbekrönung und Relief der Vierzehn Nothelfer, auf Tischsockel mit Inschrift, Sandstein, neugotisch, bezeichnet mit „1882“. (teilweise im Gemeindegebiet von Kürnach)                                          | D-6-79-201-22 | Prozessionsaltar |
| Hauptstraße 3 (Standort)                                                                        | Bildstock                                           | rundbogiger Nischenaufsatz mit Kreuzbekrönung, darin jüngere Heiligenfigur, auf Säule, Sandstein, bezeichnet 1610 | D-6-79-201-3  | weitere Bilder   |
| Hauptstraße 4 (Standort)                                                                        | Gasthof                                             | zweigeschossiger, verputzter Massivbau mit Halbwalmdach, am Wirtshausausleger bezeichnet 1829 | D-6-79-201-4  | weitere Bilder   |
| Hauptstraße 4 (Standort)                                                                        | Heiligenfigur                                       | Maria Immaculatà auf hohem Postament mit Baldachin, Sandstein, bezeichnet 1787 | D-6-79-201-4  | weitere Bilder   |
| Hauptstraße 4 (Standort)                                                                        | Bildstock                                           | mit Marienkrönung, bezeichnet 1748 | D-6-79-201-4  | BW               |
| Hauptstraße 8 (Standort)                                                                        | Reliefplatte                                        | mit Hl. Familie, 2. Hälfte 19. Jahrhundert; nicht nachqualifiziert, im Bayerischen Denkmal-Atlas nicht kartiert | D-6-79-201-5  | BW               |
| Hauptstraße 11; Nähe Hauptstraße (Standort)                                                     | Gipsrelief                                          | Herz-Jesu mit betenden Engeln, neugotisch, bezeichnet 1875 | D-6-79-201-56 | weitere Bilder   |
| Hauptstraße 27 (Standort)                                                                       | Bildstock                                           | Reliefaufsatz mit Kreuzigungsszene, auf erneuertem Schaft und Tischsockel, Sandstein, 1778 | D-6-79-201-7  | weitere Bilder   |
| Hauptstraße 27 (Standort)                                                                       | Hausmadonna                                         | 18. Jahrhundert | D-6-79-201-6  | weitere Bilder   |
| Hauptstraße 28 (Standort)                                                                       | Relief                                              | mit Darstellung der Marienkrönung in Nische, Sandstein, 18. Jahrhundert | D-6-79-201-8  | weitere Bilder   |
| Hauptstraße 32 (Standort)                                                                       | Bildstock                                           | erneuerte Herz-Jesu-Figur auf Säule mit Weinrankenlaub, Sandstein, 2. Hälfte 19. Jahrhundert | D-6-79-201-9  | weitere Bilder   |
| Hauptstraße 37 (Standort)                                                                       | Wohngebäude                                         | zweigeschossiger, verputzter Massivbau mit Halbwalmdach und zwei Toreinfahrten, bezeichnet 1831 | D-6-79-201-10 | weitere Bilder   |
| Hauptstraße 41 (Standort)                                                                       | Bildstock                                           | Aufsatz mit Kreuzbekrönung und Pietàrelief, Kunststein 1953, auf Tischsockel mit Inschrift, bezeichnet 1727 | D-6-79-201-11 | weitere Bilder   |
| Hauptstraße 44 (Standort)                                                                       | Lagerhalle                                          | der Bayerischen Zentral-Darlehenskasse, seit 1923 BayWa AG, zweigeschossiger unterkellerter Walmdachbau mit Sattelreiter, Fassadengliederung mit bossierten Eck- und Putzlisenen, an der Straße Verladerampe mit Pultdach, bez. 1918 | D-6-79-201-71 | BW               |
| Kirchgiebel (Standort)                                                                          | Bildstock                                           | sogenannte „Schaffersmarter“, Reliefaufsatz mit Darstellung der Vierzehn Heiligen, bezeichnet 1702; im Flurstück Kirchgiebel | D-6-79-201-55 | BW               |
| Kirchstraße 3 (Standort)                                                                        | Eingangspforte                                      | mit Aufsatz einer Herz-Jesu-Büste sowie geschnitztem Türblatt, bezeichnet 1850 | D-6-79-201-12 | weitere Bilder   |
| Kirchstraße 5; an der Grundstücksmauer (Standort)                                               | Bildstock                                           | mit Kreuzigung, bezeichnet 1619 | D-6-79-201-13 | weitere Bilder   |
| Kirchstraße 6 (Standort)                                                                        | Hausmadonna                                         | Maria Immaculata, Sandstein, 18. Jahrhundert | D-6-79-201-14 | weitere Bilder   |
| Kirchstraße 12 (Standort)                                                                       | Katholische Pfarrkirche St. Laurentius              | Saalbau mit eingezogenem Chor und südlichem Chorflankenturm mit Zwiebelhaube, Turmunterbau 1611, übriger Bau 1797–1804; mit Ausstattung                                                                                              | D-6-79-201-15 | weitere Bilder   |
| Kirchstraße 12 (Standort)                                                                       | Ehemalige Kirchhofbefestigung                       | Bruchsteinmauerwerk, wohl 18. Jahrhundert | D-6-79-201-15 | weitere Bilder   |
| Kirchstraße 12 (Standort)                                                                       | Grabplatten                                         | 17. bis 19. Jahrhundert | D-6-79-201-15 | weitere Bilder   |
| Kirchstraße 12 (Standort)                                                                       | Kruzifix                                            | auf Tischsockel mit Inschriftenkartusche, darauf Figur der Muttergottes, Sandstein, bezeichnet 1733 | D-6-79-201-15 | weitere Bilder   |
| Kirchstraße 12 (Standort)                                                                       | Kriegerdenkmal                                      | für die Gefallenen des Ersten Weltkrieges, Figur des Hl. Laurentius auf hohem Postament, bezeichnet 1921 | D-6-79-201-15 | weitere Bilder   |
| Kirchstraße 12 (Standort)                                                                       | Bildstock                                           | mit Kreuzigung, um 1700 | D-6-79-201-15 | BW               |
| Mozartstraße 2 (Standort)                                                                       | Bildstock                                           | Vierkantpfeiler, Konsole mit Wappen, Aufsatz mit Kreuzigung und Stiftern, bez. 1650 | D-6-79-201-67 | BW               |
| Nähe Ölbergstraße, an der Straße nach Bergtheim, vor dem Ortseingang (Standort)                 | Kruzifix                                            | auf Tischsockel mit Inschriftentafel, darauf Figur der Muttergottes, Sandstein, bezeichnet 1858 | D-6-79-201-18 | weitere Bilder   |
| Nähe Ölbergstraße, an der Straße nach Bergtheim, vor dem Ortseingang (Standort)                 | Kreuzweg                                            | 14 Stationen, rundbogiger Aufsatz mit figürlichen Relieftafeln auf Sockel, Sandstein, bezeichnet 1859 | D-6-79-201-18 | weitere Bilder   |
| Nähe Ölbergstraße, an der Straße nach Bergtheim, vor dem Ortseingang (Standort)                 | Ölberg                                              | Sandsteinfigurengruppe, bezeichnet 1863 | D-6-79-201-18 | weitere Bilder   |
| Oberpleichfelder Straße 4, gegenüber der Kirche (Standort)                                      | Gedenkstein                                         | Pietà in Grotte, 1894; nicht nachqualifiziert, im Bayerischen Denkmal-Atlas nicht kartiert | D-6-79-201-16 | Gedenkstein      |
| Oberpleichfelder Straße 18, an der Straße nach Oberpleichfeld, ca. 500 m vor dem Ort (Standort) | Bildstock                                           | Pietà, 1876 | D-6-79-201-23 | BW               |
| Schulstraße 2 (Standort)                                                                        | Bildstock                                           | kielbogiger Reliefaufsatz mit Kreuzigung und Pietà, auf abgefastem Pfeiler über Tischsockel, Sandstein, bezeichnet 1875 | D-6-79-201-19 | weitere Bilder   |
| Windmühle (Standort)                                                                            | Friedhofskreuz                                      | dreiteiliger Sockel mit Kruzifix, seitlich Figuren Mariens und Johannis, historistisch, Sandstein, bezeichnet 1948 | D-6-79-201-65 | BW               |

### Burggrumbach
| Lage                                                                                  | Objekt                                      | Beschreibung | Akten-Nr.     | Bild |
| ------------------------------------------------------------------------------------- | ------------------------------------------- | --- | ------------- | --- |
| Am Burggraben (Standort)                                                              | Ehemaliges Schloss der Herren von Grummbach | Ab 1243 im Besitz der Grafen Rieneck-Rothenfels, ab 1328 Wolfskeel’sches Gut, im 16. Jahrhundert Lehen des Hochstifts Würzburgs, ab 1692 Pfarrhof; ehemals Palas, dann Zehntscheuer, dreigeschossiger Massivbau mit Satteldach, spätes 14./15. Jahrhundert, bezeichnet 1586, mit südlichem, späterem Anbau, nach 1800 | D-6-79-201-25 | weitere Bilder |
| Am Burggraben 11 (Standort)                                                           | Ehemaliger Pfarrhof                         | zweigeschossiger, verputzter Walmdachbau mit geohrten Fensterrahmungen, im Kern 12. Jahrhundert, westliche Erweiterung und Umbau, um 1692 | D-6-79-201-25 | weitere Bilder |
| Am Burggraben (Standort)                                                              | Ehemaliges Wirtschaftsgebäude               | Eingeschossiger Bruchsteinmauerwerksbau mit Walmdach, 17. Jahrhundert | D-6-79-201-25 | weitere Bilder |
| Am Burggraben (Standort)                                                              | Bering                                      | unregelmäßig polygonaler Bering mit Graben, 12. Jahrhundert, mit gotischen Rundturmreste, 14./15. Jahrhundert | D-6-79-201-25 | weitere Bilder |
| Am Burggraben (Standort)                                                              | Ehemaliges Schloss der Herren von Grummbach | Brücke, mit ehemaligem Burgtor, Bruchsteinmauerwerk, im Kern wohl 16. Jahrhundert | D-6-79-201-25 | weitere Bilder |
| Am Burggraben 9, am Feuerwehrhaus (Standort)                                          | Grenzstein                                  | mit Wappenrelief der Herrn von Grumbach, Sandstein, bezeichnet 1569, Stein, bezeichnet 1798 | D-6-79-201-24 | weitere Bilder |
| Am Burggraben 13 (Standort)                                                           | Katholische Pfarrkirche St. Martin          | Kath. Pfarrkirche St. Martin, ehemals Chorturmkirche, Saalbau mit eingezogenem Chor und Chorturm mit Spitzhelm, wohl 1602–08, bezeichnet 1613, im Norden durch modernen Langhausanbau erweitert, 1976/77; mit Ausstattung                                                                                             | D-6-79-201-26 | weitere Bilder |
| Am Burggraben 13 (Standort)                                                           | ehemalige Kirchhofbefestigung               | Bruchsteinmauerwerk, wohl 17. Jahrhundert | D-6-79-201-26 | weitere Bilder |
| Am Burggraben 13 (Standort)                                                           | Kruzifix                                    | auf Tischsockel mit Inschrift, Sandstein, bezeichnet 1849 | D-6-79-201-26 | weitere Bilder |
| Am Burggraben 13 (Standort)                                                           | Kriegerdenkmal                              | für die Gefallenen des Krieges von 1870/71 und des Ersten Weltkrieges, später erweitert für die Gefallenen des Zweiten Weltkrieges, Figur des Hl. Martin zu Pferd, seinen Mantel teilend, auf Pfeiler über Tischsockel, um 1920                                                                                       | D-6-79-201-26 | weitere Bilder |
| Angerweg; Nähe Bergstraße; bei Nebengebäude                                           | Bildstock                                   | mit Kreuzigung und Pietà, 18. Jahrhundert; nicht nachqualifiziert, im Bayerischen Denkmal-Atlas nicht kartiert | D-6-79-201-28 | BW |
| Austraße 5 (Standort)                                                                 | Bildstockaufsatz                            | in die Mauer eingelassen, mit Darstellung des Hl. Martin, Sandstein, 1866 | D-6-79-201-27 | weitere Bilder |
| Austraße (Standort)                                                                   | Bildstock                                   | Reliefaufsatz mit Pietà und Marienkrönung, auf Säule über Tischsockel, Sandstein, bezeichnet 1839 | D-6-79-201-29 | weitere Bilder |
| Burggrumbacher Hölzchen                                                               | Bildstock                                   | mit Monstranz, bez. 1875; nicht nachqualifiziert, im Bayerischen Denkmal-Atlas nicht kartiert | D-6-79-201-17 | BW |
| Burgweg 1 (Standort)                                                                  | Prozessionsaltar                            | Baldachinbekrönter Aufsatz mit Relief der Marienkrönung und Christus an der Geißelsäule als Bekrönungsfigur, auf Tischsockel mit Inschrift und seitlichen Voluten, Sandstein, bezeichnet 1761 | D-6-79-201-30 | weitere Bilder |
| Kreisstraße WÜ 3, an der Straße nach Rimpar (Standort)                                | Bildhäuschen                                | Giebelbedachter Nischenaufsatz, darin modernes Heiligenrelief, auf Tischsockel, historistisch, Sandstein, bezeichnet 1876 | D-6-79-201-37 | BW |
| Kreisstraße WÜ 3; Zehnerhöhe; an der Straße nach Rimpar, 200 m vor dem Ort (Standort) | Feldaltar                                   | Rundbogiger Nischenaufsatz mit Relief der Marienkrönung sowie der 14 Nothelfer, auf Tischsockel mit Inschriftenfeld, Sandstein, bezeichnet 1849 | D-6-79-201-36 | [[Vorlage:Bilderwunsch/code!/C:49.87308,10.02188!/D:Kreisstraße WÜ 3; Zehnerhöhe; an der Straße nach Rimpar, 200 m vor dem Ort, Feldaltar!/\|BW]] |
| Martinstraße 2 (Standort)                                                             | Bildstock                                   | Reliefaufsatz mit Kreuzigungsszene, auf Pfeiler mit erneuertem Schaft, Sandstein, um 1550 | D-6-79-201-31 | weitere Bilder |
| Martinstraße 7 (Standort)                                                             | Hausfigur                                   | Madonna in Muschelnische, Sandstein, bezeichnet 1714 | D-6-79-201-32 | weitere Bilder |
| Martinstraße 14 (Standort)                                                            | Kreuzschlepper                              | Figur des kreuztragenden Christus auf Knien mit Henkersknecht, auf erneuertem Postament, Sandstein, bezeichnet 1720 | D-6-79-201-33 | weitere Bilder |
| Neun Morgen (Standort)                                                                | Heiligenhäuschen                            | giebelbedachter Nischenaufsatz mit Evangelist Johannes als Bekrönungsfigur, darin Pietàfigur, auf Tischsockel,Sandstein, bezeichnet 1872 | D-6-79-201-35 | weitere Bilder |
| Ritterstraße; Ecke Bergstraße (Standort)                                              | Bildstock                                   | mit St. Georg und Kreuztragung, um 1700; nicht nachqualifiziert, im Bayerischen Denkmal-Atlas nicht kartiert | D-6-79-201-34 | BW |
| Steinernes Kreuz (Standort)                                                           | Bildstock                                   | Sandstein, mit Relief der Vierzehn Heiligen, um 1800 | D-6-79-201-57 | BW |

### Hilpertshausen
| Lage                                                           | Objekt                            | Beschreibung | Akten-Nr.     | Bild           |
| -------------------------------------------------------------- | --------------------------------- | --- | ------------- | -------------- |
| Erbshausener Straße; Weizenlänge (Standort)                    | Bildhäuschen                      | Nischenaufsatz, darin Pietàfigur, auf Tischsockel mit Inschrift, Sandstein, bezeichnet 1888 | D-6-79-201-44 | BW             |
| Kreisstraße WÜ 6, an der Straße nach Hilpertshausen (Standort) | Wegkreuz                          | Sandstein, bezeichnet 1874 | D-6-79-201-51 | weitere Bilder |
| Kreuzleite (Standort)                                          | Bildstock                         | Reliefaufsatz mit Kreuzbekrönung und Darstellung der Vierzehn Nothelfer, Rückseite mit Dreifaltigkeit, auf abgefastem Pfeiler über Tischsockel mit Inschrift, neugotisch, Sandstein, bezeichnet 1869 | D-6-79-201-43 | weitere Bilder |
| Nähe Veiter Berg (Standort)                                    | Bildstock                         | Reliefaufsatz mit Kreuzbekrönung und Darstellung der Dreifaltigkeit, Rückseite mit Pietà, auf abgefastem Pfeiler über Tischsockel mit Inschrift, neugotisch, Sandstein, bezeichnet 1878              | D-6-79-201-45 | weitere Bilder |
| Veiter Berg 1 (Standort)                                       | Relief                            | mit Darstellung der Marienkrönung und Inschrift, Sandstein, bezeichnet wohl 1731 | D-6-79-201-38 | weitere Bilder |
| Veiter Berg 2 (Standort)                                       | Ehemaliges Wohnstallhaus          | zweigeschossiger Fachwerkbau mit Halbwalmdach, bezeichnet 1719, rückwärtiger Teil massiv erneuert, 19. Jahrhundert                                                                                   | D-6-79-201-39 | weitere Bilder |
| Veiter Berg 2 (Standort)                                       | Heiligenfigur                     | Figur der Schmerzhaften Muttergottes auf Tischsockel, Sandstein, wohl 19. Jh.; nicht nachqualifiziert, im Bayerischen Denkmal-Atlas nicht kartiert                                                   | D-6-79-201-66 | BW             |
| Veiter Berg 13 (Standort)                                      | Ehemaliges Pfarrhaus              | zweigeschossiger Bruchsteinquaderbau mit Halbwalmdach, bezeichnet 1806 | D-6-79-201-40 | BW             |
| Veiter Berg 15 (Standort)                                      | Katholische Pfarrkirche St. Vitus | Saalbau mit eingezogenem Chor und östlichem Dachreiter mit Glockendach, 1719-21; mit Ausstattung | D-6-79-201-41 | weitere Bilder |
| Veiter Berg 15 (Standort)                                      | Friedhof                          | ummauerte Anlage mit Grabdenkmälern des 19. und frühen 20. Jahrhundert, sowie erhaltener Bruchsteinmauer, wohl 18. Jahrhundert                                                                       | D-6-79-201-41 | weitere Bilder |

### Rupprechtshausen
| Lage                         | Objekt                                | Beschreibung | Akten-Nr.     | Bild           |
| ---------------------------- | ------------------------------------- | --- | ------------- | -------------- |
|                              | Bildstock                             | mit Dreifaltigkeit, bezeichnet 1836; zurzeit sichergestellt; nicht nachqualifiziert, im Bayerischen Denkmal-Atlas nicht kartiert                                      | D-6-79-201-53 | BW             |
|                              | Bildstock                             | mit Kreuzigung, 1750; z. Z. sichergestellt; nicht nachqualifiziert, im Bayerischen Denkmal-Atlas nicht kartiert                                                       | D-6-79-201-54 | BW             |
| Dürrwiesenfeld (Standort)    | Bildstock                             | Reliefaufsatz mit Hl. Familie und Dreifaltigkeit, Rückseite mit Geißelchristus, auf Säule über Tischsockel mit Inschrift, Sandstein, bezeichnet 1836                  | D-6-79-201-59 | BW             |
| Kreisstraße WÜ 6 (Standort)  | Bildstock                             | giebelbedachter Reliefaufsatz mit Kreuzigungsszene, Rückseite mit Inschrift, auf Pfeiler mit Postament, Sandstein, bezeichnet 1585                                    | D-6-79-201-49 | weitere Bilder |
| Kreisstraße WÜ 6 (Standort)  | Sühnekreuze                           | zwei grob gehauene Sandsteinkreuze, spätmittelalterlich | D-6-79-201-50 | weitere Bilder |
| Nikolausstraße 4 (Standort)  | Bildhäuschen                          | Nischenaufsatz mit Hl. Wendelin als Bekrönungsfigur, darin Pietàfigur, auf Tischsockel mit Inschrift, Sandstein, bezeichnet 1876                                      | D-6-79-201-46 | weitere Bilder |
| Nikolausstraße 14 (Standort) | Prozessionsaltar                      | baldachinbekrönter Nischenaufsatz mit Lamm Gottes als Bekrönungsfigur, darin Relief der Hl. Dreifaltigkeit, auf Tischsockel mit Inschrift, Sandstein, bezeichnet 1808 | D-6-79-201-47 | weitere Bilder |
| Nikolausstraße 16 (Standort) | Katholische Filialkirche St. Nikolaus | Saalbau mit eingezogenem Chor und östlichem Dachreiter mit Spitzhelm, 1675, später nach Westen verlängert, 1867; mit Ausstattung                                      | D-6-79-201-48 | weitere Bilder |
| Nikolausstraße 16 (Standort) | Kirchhofmauer                         | Bruchsteinmauerwerk, wohl gleichzeitig | D-6-79-201-48 | weitere Bilder |
| Nikolausstraße 16 (Standort) | Wappentafel                           | bezeichnet 1710 | D-6-79-201-48 | BW             |
| Nikolausstraße 16 (Standort) | Kriegerdenkmal                        | für die Gefallenen des Ersten und Zweiten Weltkrieges, Figur des Hl. Georg als Drachentöter zu Pferd, auf Postament, Kunststein, um 1920                              | D-6-79-201-48 | weitere Bilder |
| Schafleite (Standort)        | Bildstock                             | Reliefaufsatz mit Kreuzschlepper, auf Pfeiler über Tischsockel mit Inschriftenkartusche, Sandstein, bezeichnet 1749                                                   | D-6-79-201-52 | weitere Bilder |

## Ehemalige Baudenkmäler
In diesem Abschnitt sind Objekte aufgeführt, die früher einmal in der Denkmalliste eingetragen waren, jetzt aber nicht mehr. Objekte, die in anderem Zusammenhang also z. B. als Teil eines Baudenkmals weiter eingetragen sind, sollen hier nicht aufgeführt werden. Aktennummern in diesem Abschnitt sind ehemalige, jetzt nicht mehr gültige Aktennummern.

| Lage                                                            | Objekt    | Beschreibung                      | Akten-Nr.     | Bild |
| --------------------------------------------------------------- | --------- | --------------------------------- | ------------- | ---- |
| Unterpleichfeld Geisberg ()                                     | Bildstock | mit Relief der 14-Nothelfer, 1882 | D-6-79-201-58 |      |
| Hilpertshausen Lerchenfeld, am südlichen Ortsausgang (Standort) | Wegkreuz  | bezeichnet 1869                   | D-6-79-201-42 | BW   |